# SZA
Pour les articles homonymes, voir SZA (homonymie).
 (avril 2022).
Si vous disposez d'ouvrages ou d'articles de référence ou si vous connaissez des sites web de qualité traitant du thème abordé ici, merci de compléter l'article en donnant les références utiles à sa vérifiabilité et en les liant à la section « Notes et références ».
SZA (prononcé : [ˈsɪzə]), de son vrai nom Solána Imani Rowe, née le 8 novembre 1989 à Saint-Louis, dans l'État du Missouri, est une auteure-compositrice-interprète de R&B américaine. Grandissant à Maplewood, dans le New Jersey, SZA autoproduit son premier EP en octobre 2012, SEE.SZA.Run, puis son deuxième EP, intitulé S, en avril 2013. En juillet 2013, elle signe chez le label indépendant américain Top Dawg Entertainment (TDE). En avril 2014, elle sort son troisième EP, intitulé Z.
Le premier album studio de SZA, Ctrl est sorti le 9 juin 2017, il a été acclamé par les critiques spécialisées. L'album a fait ses débuts à la troisième position du Billboard Top 200 aux États-Unis, et a par la suite été certifié disque de platine par la Recording Industry Association of America (RIAA). L'album contient les singles The Weekend et Love Galore en collaboration avec Travis Scott, qui sont tous deux certifiés singles de platine. Ctrl est nommé pour quatre Grammy Awards pour la 60e cérémonie des Grammy Awards en 2018. SZA est également nommée dans la catégorie du meilleur nouvel artiste. Ctrl est classé comme étant le meilleur album de 2017 par Time.
SZA est une chanteuse de neo soul dont la musique est décrite comme étant du R&B alternatif, comprenant des éléments de soul, de hip-hop, de minimalist R&B, cloud rap, witch house et chillwave. Les thèmes récurrents dans la musique de SZA sont la sexualité, la nostalgie ainsi que l'abandon. Ella Fitzgerald, Björk, Jamiroquai et Lauryn Hill, entre autres, font partie des influences de SZA. Elle a également des influences qui dépassent le cadre de la musique, avec notamment le cinéaste Spike Lee.

## Biographie

### Enfance
Solàna Imani Rowe est née le 8 novembre 1989 à Saint-Louis dans le Missouri, avant de déménager plus tard à Maplewood dans le New Jersey, où elle est élevée. Son père, afro-américain musulman, est producteur exécutif chez CNN, tandis que sa mère, une camerounaise chrétienne est cadre chez AT&T. Elle est élevée dans la foi musulmane. Elle a une demi-sœur plus âgée, Tiffany Daniels. SZA fréquente une école préparatoire musulmane tous les jours après son école normale. Elle est ensuite inscrite à la Columbia High School, école dans laquelle elle porte une attention particulière au sport, notamment la gymnastique. Elle est également pom-pom girl. Cependant, en raison des attentats du 11 septembre 2001, elle fut victime d'intimidation à de nombreuses reprises, ce qui l'amena à cesser de porter le hijab. Néanmoins, SZA continuera de pratiquer l'Islam. Au cours de sa deuxième année au lycée, elle est classée parmi les meilleurs gymnastes des États-Unis.
Après avoir été diplômée de l'école secondaire, SZA intègre l’Essex County College pour étudier les arts libéraux. Par la suite, elle abandonne les études et effectue différents petits boulots dans le but de gagner de l'argent.

## Carrière

### 2011-14: Début de carrière et EPs

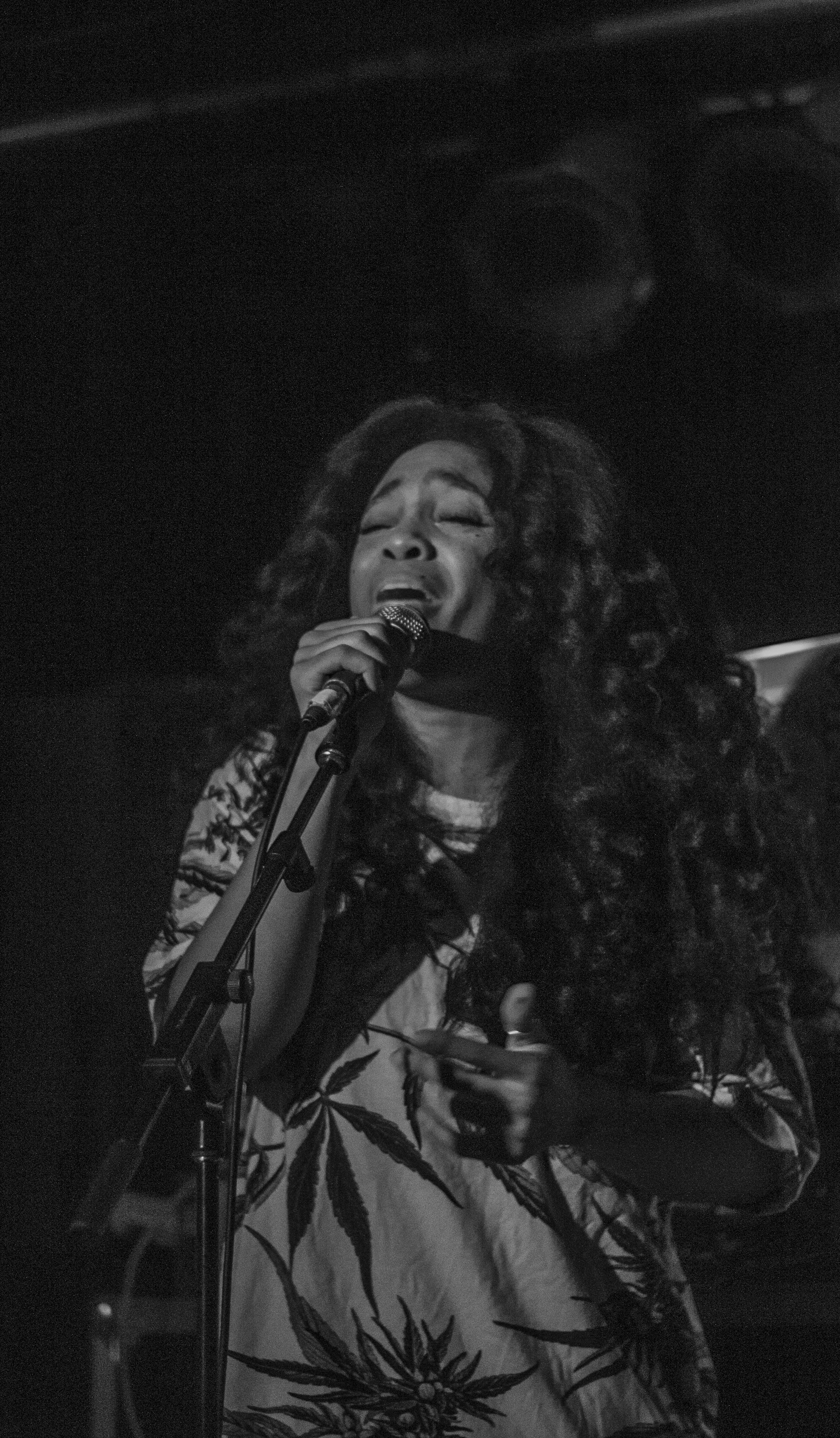
SZA chantant sur la scène du TATTOO, à Toronto, au Canada (2014).

SZA a rencontré pour la première fois des membres du label Top Dawg Entertainment lors de la CMJ 2011, quand la compagnie de vêtements de son petit ami a parrainé un spectacle dans lequel Kendrick Lamar se produisait. Son ancienne musique a été transmise au président de TDE Terrence "Punch" Henderson, qui a aimé et est resté en contact avec elle. L'ancienne musique de SZA a été enregistrée avec ses amis et voisins, musiques qui contiennent des tas de beats provenant d'internet. Le 29 octobre 2012, SZA a publié son premier EP See.SZA.Run. 
Le 10 avril 2013, SZA a sorti son deuxième EP, S, qui a été accueilli favorablement par les critiques de musique. SZA a promu son EP avec la sortie d'un clip vidéo pour le morceau Ice Moon, dirigée par Lemar & Dauley. Le 14 juillet 2013, Top Dawg annonce sa signature au label. En octobre 2013, SZA a fait une tournée de quatre concerts avec le groupe suédois Little Dragon, débutant le 17 octobre au théâtre El Rey à Los Angeles et se terminant le 24 octobre au Music Hall de Williamsbug, à Brooklyn, à New York. En décembre 2013, SZA a publié le morceau Teen Spirit qui a été suivie par la sortie d'un remix mettant en vedette le rappeur américain 50 Cent, avec un clip vidéo réalisé par APLUSFILMZ. En 2014, SZA est apparu sur une variété d'album, notamment sur deux morceaux extraits du premier EP d'Isaiah Rashad, Cilvia Demo, mais également sur un morceau extrait du troisième album studio de ScHoolboy Q, Oxymoron.
Le 26 mars 2014, SZA a sorti le single Child's Play produit par Dae One et XXYYXX, en featuring avec Chance the Rapper. Son premier EP studio, intitulé Z, a été publié le 8 avril 2014 et a été précédé par la sortie du premier single Babylon, qui était accompagné d'un clip vidéo réalisé par APLUSFILMZ. Pour promouvoir Z, SZA a joué dans plusieurs showcases de performance au SXSW Music Festival à Austin, au Texas. SZA a fait ses débuts dans les charts au Royaume-Uni, où Z figurait à la trente-deuxième des R&B Charts, au cours de la semaine se terminant le 19 avril 2014. Z a fait ses débuts au Billboard 200 américain à la trente-neuvième place, en vendant 6 980 exemplaires dans sa première semaine. L'EP a également culminé à la neuvième place du Billboard Hip-Hop/R&B Charts.
En mai 2014, SZA a annoncé qu'elle prévoyait de se lancer dans une tournée locale et a également commencé à enregistrer son troisième EP intitulé A. En juillet 2014, SZA figurait sur le single Moodring de Kitty Cash. Plus tard dans le même mois, SZA a publié un morceau nommé Divinity en collaboration avec Jill Scott. Le 11 juillet 2014, SZA a sorti un clip vidéo pour sa chanson Julia extraite de Z. Au début d'octobre, Jhené Aiko a twitté par rapport à SZA, ce qui a mené à la spéculation que les deux travailleraient ensemble. Cependant, le 23 octobre 2014, Aiko a annoncé qu'elle serait en tête d'affiche d'une tournée intitulée Enter The Void Tour, qui serait soutenue par SZA et The Internet. La tournée a débuté le 12 décembre au Club Nokia à Los Angeles, en Californie. Le 18 novembre 2014, SZA a sorti une chanson intitulée Sobriety.

### Depuis 2015:Ctrl
En septembre 2014, SZA a révélé que A, initialement prévu comme un troisième EP, serait plutôt publié comme son premier album studio. Tout en travaillant sur son premier album, SZA a commencé à écrire des chansons pour d'autres artistes, notamment Beyoncé, Nicki Minaj et Rihanna. Avec Rihanna et Tyran Donaldson, SZA a co-écrit une chanson intitulée Consideration, qui figure sur le huitième album studio de Rihanna, Anti (2016). Outre l'écriture, SZA est également présente sur le morceau. SZA a par la suite interprété Consideration avec Rihanna en live pour la première fois aux Brit Awards 2016, le 24 février 2016.
En janvier 2017, SZA a annoncé que son premier album s'appellerait Ctrl, au lieu de A. Dans le même mois, elle interprète le premier single de Ctrl, intitulé Drew Barrymore, chez Jimmy Kimmel Live!. Le 28 avril 2017, SZA a annoncé qu'elle a mis un terme à sa carrière en tant qu'artiste indépendante, en signant chez RCA Records. Le 9 juin 2017, SZA a publié son premier album Ctrl, acclamé par la critique musicale, obtenant notamment un score de 86 sur 100 sur Metacritic. Ctrl a fait ses débuts à la troisième place du US Billboard 200, avec 60 000 unités vendues en combinant le streaming, le téléchargement ainsi que les ventes physiques. Ctrl s'est écoulé à 25 000 en vente d'albums physiques. L'album contient plusieurs singles, dont Love Galore, qui a atteint le sommet du top 40 du Billboard Hot 100, et a été plus tard certifié single de platine. Ctrl a été classé comme étant le meilleur album de 2017 par Time.
Le 5 juillet 2017, SZA a annoncé une tournée officielle nord-américaine intitulée Ctrl the Tour, afin de promouvoir davantage l'album. La tournée a débuté le 20 août 2017 à Providence, dans le Rhode Island, au Fête Music Hall, et s'est terminé le 22 décembre 2017 à Philadelphie, en Pennsylvanie, au Fillmore Philadelphia. Malgré l'absence de tournée européenne, le 10 juillet 2017, le chanteur et rappeur américain Bryson Tiller a annoncé que SZA ferait sa première partie pour la partie européenne de sa tournée Set It Off pour son album studio True to Self du 17 octobre 2017, au 30 novembre 2017, séparément de la tournée de SZA.
En août 2017, SZA a collaboré avec le groupe de pop rock américain Maroon 5 sur leur single What Lovers Do extrait de leur sixième album studio. Le single a atteint la neuvième place du Billboard Hot 100. Le mois suivant, SZA publie une chanson intitulée Quicksand, extrait de la bande-son de la série Insecure produite par HBO. Elle est également aux côtés de Khalid et Post Malone, sur la version remix du single Homemade Dynamite de Lorde extrait de l'album Melodrama. Toujours en 2017, SZA a annoncé qu'elle travaillait sur un album commun avec Mark Ronson et Tame Impala.
Le 28 novembre 2017, SZA a reçu cinq nominations aux Grammy dont une pour le « meilleur nouvel artiste ». Elle a reçu le plus grand nombre de nominations pour un artiste féminin pour la 60e cérémonie des Grammy Awards, et était la quatrième artiste la plus nommée au total. Malgré cela, elle n'a finalement remporté aucun des prix pour lesquels elle a été nommée. Cela a incité de nombreux fans contrariés à penser qu'elle avait été snobée, et il y a eu sur Twitter le hashtag #JusticeForSZA.
En janvier de 2018, sort le morceau All the Stars, dans lequel elle apparaît en collaboration avec Kendrick Lamar, qui a été publié en tant que premier single de la bande son, Black Panther: The Album du film de super-héros Black Panther, de Marvel Studios.
L'artiste a été nommée dans plusieurs catégories des Billboard Awards en 2023 et a gagné les prix du Top R&B Artist, Top R&B Female Artist, Top R&B Album et Top R&B Song.
Le 9 février 2025, elle participe au spectacle de mi-temps du Superbowl avec Kendrick Lamar, où elle interprète les titres Luther et All the Stars.

## Discographie

### Albums studio
- 2017 : Ctrl
- 2022 : SOS
- 2024 : SOS Deluxe: LANA

### EPs
- 2012 : See.SZA.Run
- 2013 : S
- 2014 : Z

### Singles
Seule
- 2014 : Babylon (featuring Kendrick Lamar)
- 2014 : Child's Play (featuring Chance the Rapper)
- 2017 : Drew Barrymore
- 2017 : Love Galore (featuring Travis Scott)
- 2017 : The Weekend (seule ou avec Calvin Harris)
- 2017 : 20 something
- 2018 : All the Stars (avec Kendrick Lamar)
- 2020 : Hit Different  (avec Ty Dolla $ign)
- 2020 : Good Days
- 2021 : I Hate U (en)
- 2022 : Shirt (en)
- 2023 : Nobody Gets Me (en)
- 2022 : Kill Bill
- 2023 : Snooze (en)
- 2024 : Saturn

Collaboration
- 2016 : Consideration (Rihanna featuring SZA)
- 2017 : Homemade Dynamite (Remix) (Lorde featuring SZA, Khalid et Post Malone)
- 2017 : What Lovers Do (avec Maroon 5)
- 2018 : All The Stars (Kendrick Lamar feat. SZA) (Bande originale de Black Panther)
- 2018 : I Do (Cardi B featuring SZA)
- 2018 : Loved Ones ( Kendrick Lamar feat. SZA)
- 2019 : Power Is Power (Issu de la bande-originale de la saison finale de Game Of Thrones) (Avec The Weeknd et Travis Scott)
- 2020 : Freaky Girls (Megan Thee Stallion featuring SZA)
- 2021 : Kiss Me More (Doja Cat featuring SZA)
- 2021 : No Love ( Summer Walker featuring SZA)
- 2023 : TELEKINESIS (Travis Scott feat. Future)
- 2024 : Never Loose Me (Flo Milli feat. Cardi B)
- 2025 : Luther et Gloria (Kendrick Lamar featuring SZA)
- 2025 : IRL (de Lizzo)